# Frères Delga

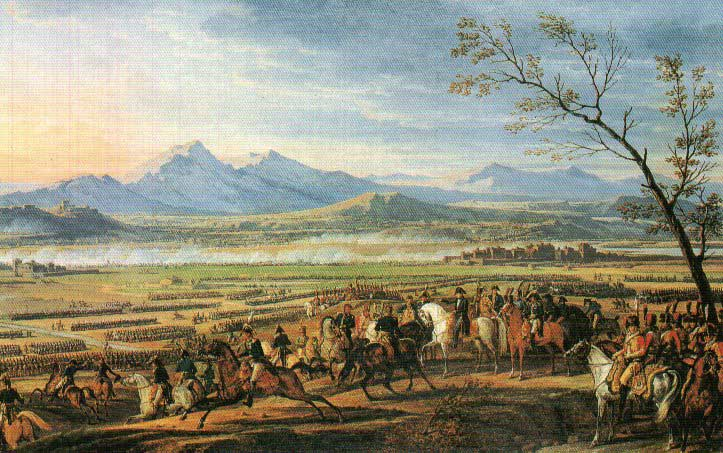
Bataille de Wagram, où deux des frères périrent.

Les trois frères Delga, Jacques-Michel, Jean et Joseph Jacques, sont des militaires français ayant servi durant  les guerres de la Révolution et les guerres napoléoniennes. Deux d'entre eux périrent durant les mêmes combats, à la bataille de Wagram. Issus d'une fratrie gaillacoise de quinze enfants, ils sont les fils de Mathieu Delga (1744-1830) et de son epouse née Marguerite Durin (1744-1829).

## Jacques-Michel Delga (1771-1809)
Jacques-Michel Delga est né en 1771 à Gaillac. En 1791, il s'engage comme volontaire national du district de Gaillac. Il est rapidement nommé capitaine et prend part à des combats contre les Espagnols dans le Roussillon. Son courage lui vaut d'être nommé commandant de la compagnie des chasseurs volontaires du Tarn.
Il est envoyé auprès du général Napoléon Bonaparte à l'armée d'Italie, puis le suit en Égypte. Il y combat lors de la bataille des Pyramides et de la Bataille du Mont-Thabor, avant d'être blessé au siège de Saint-Jean d'Acre. Rapatrié et soigné dans sa ville natale, Napoléon l'envoie ensuite en Vendée combattre contre les Chouans. Il en revient avec le grade de colonel et participe aux différentes campagnes militaires de l'Empire. Il est élevé au rang d'Officier de la légion d'Honneur par décret du 19 juin 1804. Il est aussi fait baron d'Empire et nommé général juste avant la bataille de Wagram, qui a lieu les 5 et 6 juillet 1809. Il y est blessé et meurt peu après, le 20 juillet 1809.

## Jean Delga (1786-1812)
Né en 1786, Jean Delga suit les récits de son frère et entre à l'école militaire de Saint-Cyr. Il gagne rapidement le grade de lieutenant sur le terrain, puis celui de capitaine. Il est aussi présent à Wagram lors de la mort de son frère Jacques. Il participe ensuite à la campagne de Russie au cours de laquelle il reçoit la légion d'honneur, après la bataille de la Moskova, ainsi que le titre de baron de son frère aîné. Il disparaît finalement lors de la retraite de Russie en 1812.

## Joseph Jacques Delga (1789-1809)
Joseph Jacques Delga est né à Gaillac en 1789. Il suit lui aussi l'exemple de ses frères ainés et rejoint la Grande armée aux batailles d'Iéna et d'Eylau. Il meurt comme son frère à Wagram, la tête emportée par un boulet.

## Notoriété
Le 13 novembre 1864, le conseil municipal de Gaillac rebaptise la rue où est situé l'hôtel particulier Delga, maison natale des frères Delga au numéro 28, « rue des Frères-Delga » . Cette rue, située dans les Faubourgs Saint-Antoine, s'est appelée successivement rue du Foiral, rue du Foirail puis rue Saint-Antoine et enfin rue des Frères-Delga.
Fait notable du XXe siècle, la maison natale des frères Delga a également hébergé le sénateur, médecin et Officier de la Légion d'Honneur Pierre Joseph Loubat jusqu'à sa mort en 1950. Durant la Seconde Guerre mondiale, ce dernier s'est fait connaître pour avoir fait exempter de nombreux jeunes gens appelés à travailler en Allemagne.

## Source et autres références
- [PDF]« Les frères Delga », Site « ville-gaillac.fr » (consulté le 17 mars 2015)

1. ↑  Alain Soriano, Guide historique des rues de Gaillac, Cité et Faubourg, Tarn, Midi Pyrénées, Occitanie, 9782953492804
2. ↑  OpenStreetMap Rue des Frères-Delga à Gaillac, entre la place de la Libération et la place Jean-Moulin.
3. ↑  « Anciens sénateurs IIIe République : LOUBAT Pierre », sur www.senat.fr (consulté le 27 septembre 2020)